# Culex jefferyi
Culex jefferyi är en tvåvingeart som beskrevs av Sirivanakarn 1977. Culex jefferyi ingår i släktet Culex och familjen stickmyggor. Inga underarter finns listade i Catalogue of Life.